# ニューヨークシティマラソン
ニューヨークシティマラソン（英語: New York City Marathon）は、毎年11月第一日曜日にアメリカ合衆国のニューヨークで開催される、ワールドアスレティックスエリートプラチナラベルのフルマラソン大会であり、ワールドマラソンメジャーズの一つである。

## 概要
ニューヨークの5区すべてを通り、マンハッタンでゴールする高低差のあるコースである。約50,000人を超える完走者を誇る、世界最大のマラソン大会のひとつである。アメリカ合衆国においては、シカゴ、ボストンと並ぶ三大マラソン大会である。
大会はニューヨーク・ロードランナー協会（New York Road Runners、NYRR）が主催し、1970年より毎年開催されている。近年ではIT企業のタタ・コンサルタンシー・サービシズ（TCS）が冠スポンサーとなっている。世界中のプロのランナーからアマチュアの愛好家までが参加している。賞金は優勝男女各100,000US$から12位男女各1,000US$まであり、加えて規定時間以内のタイムにつきボーナス賞金が追加される。公式に登録されている協会からの公式推薦書があれば参加が保証される。
ニューヨーク・ロードランナー協会は、ニューヨークシティマラソンなどを通じて、地域の青少年の身体能力や情操の向上、3000万ドルを超えるチャリティ収益、そして地域経済の活性化などの貢献を成し遂げていると謳っている。

## 参加
市民ランナーが参加するための方法は、複数存在する。
参加区分と比率 （2011年）
- 保証出場枠 (Guaranteed Entry): 44%

タイムなど一定条件を満たせば参加が保証される
1. 「9+1プログラム」の該当者:ニューヨーク・ロードランナー協会（New York Road Runners、NYRR)のメンバーで、前年に9つ以上の指定レースを完走かつNYRRのイベントでボランティアをし、資格者として応募する者(ボランティアのかわりに1000ドルの寄付でも可）
2. ニューヨーク・ロードランナー協会（NYRR)の指定する大会において前年に資格タイムを達成した者（NYRRの指定する以外の大会で基準タイムを達成した場合には、参加は必ずしも保証されず、資格タイム枠からNYRR指定大会で資格を満たした応募者の人数を差し引いた部分で、抽選を受けることができる）
3. 前年参加予定者で、ガイドラインに従ってキャンセルをした者
4. これまでに15回ニューヨークシティマラソンを完走した者（2016年大会よりこの枠はなくなる予定）
5. 過去3年間連続で抽選に落選し、かつ旅行会社ツアー枠、スポンサー枠、チャリティ枠などでも受け付けられなかった者（2015年大会よりこの枠はなくなる予定）
6. スポンサー
7. VIP

- 旅行会社ツアー枠 (International Travel Partners): 30%

米国外在住者は提携旅行会社のツアーを購入すれば参加が保証される
- チャリティ枠 (Run for Charity): 12%

約200のチャリティチームの一つに加わり寄付をすることで参加が保証される
- 抽選枠 (Lottery): 14%

| 年齢 区分 | フルマラソン | フルマラソン | ハーフマラソン | ハーフマラソン |
| 年齢 区分 | 男子         | 女子         | 男子           | 女子           |
| --------- | ------------ | ------------ | -------------- | -------------- |
| 18 – 39   | 2時間45分    | 3時間10分    | 1時間19分      | 1時間30分      |
| 40 – 44   | 2時間50分    | 3時間25分    | 1時間23分      | 1時間37分      |
| 45 – 49   | 2時間58分    | 3時間35分    | 1時間25分      | 1時間42分      |
| 50 – 54   | 3時間06分    | 3時間49分    | 1時間29分      | 1時間49分      |
| 55 – 59   | 3時間14分    | 3時間52分    | 1時間33分      | 1時間54分      |
| 60 – 64   | 3時間24分    | 4時間10分    | 1時間40分      | 2時間00分      |
| 65 – 69   | 3時間35分    | 4時間26分    | 1時間45分      | 2時間10分      |
| 70 – 74   | 4時間00分    | 5時間10分    | 1時間50分      | 2時間20分      |
| 75 – 79   | 4時間20分    | 5時間40分    | 2時間00分      | 2時間30分      |
| 80+       | 4時間50分    | 6時間30分    | 2時間15分      | 2時間45分      |

## 歴代優勝者
太字 は世界記録、 太字 は大会記録（いずれも当時）。
| 日付           | 男子選手                                   | タイム                           | 女子選手                             | タイム                           |
| -------------- | ------------------------------------------ | -------------------------------- | ------------------------------------ | -------------------------------- |
| 1970年9月13日  | ゲーリー・ムールケ (USA)                   | 2:31:38                          |                                      |                                  |
| 1971年9月19日  | ノーマン・ヒギンス (USA)                   | 2:22:54                          | ベス・ボナー (USA)                   | 2:55:22                          |
| 1972年10月1日  | シェルドン・カーリン (USA)                 | 2:27:52                          | ニーナ・キュシック (USA)             | 3:08:41                          |
| 1973年9月30日  | トム・フレミング (USA)                     | 2:19:25                          | ニーナ・キュシック (USA) -2-         | 2:57:07                          |
| 1974年9月29日  | ノーベルト・サンダー (USA)                 | 2:26:30                          | キャサリン・スウィッツァー (USA)     | 3:07:29                          |
| 1975年9月28日  | トム・フレミング (USA) -2-                 | 2:19:27                          | キム・メリット (USA)                 | 2:46:14                          |
| 1976年10月24日 | ビル・ロジャース (USA)                     | 2:10:10                          | ゴーマン美智子 (USA)                 | 2:39:11                          |
| 1977年10月23日 | ビル・ロジャース (USA) -2-                 | 2:11:28                          | ゴーマン美智子 (USA) -2-             | 2:43:10                          |
| 1978年10月22日 | ビル・ロジャース (USA) -3-                 | 2:12:12                          | グレテ・ワイツ (NOR)                 | 2:32:30                          |
| 1979年10月21日 | ビル・ロジャース (USA) -4-                 | 2:11:42                          | グレテ・ワイツ (NOR) -2-             | 2:27:33                          |
| 1980年10月26日 | アルベルト・サラザール (USA)               | 2:09:41                          | グレテ・ワイツ (NOR) -3-             | 2:25:42                          |
| 1981年10月25日 | アルベルト・サラザール (USA) -2-           | 2:08:12.7                        | アリソン・ロー (NZL)                 | 2:25:29                          |
| 1982年10月24日 | アルベルト・サラザール (USA) -3-           | 2:09:29                          | グレテ・ワイツ (NOR) -4-             | 2:27:14                          |
| 1983年10月23日 | ロッド・ディクソン (NZL)                   | 2:08:59                          | グレテ・ワイツ (NOR) -5-             | 2:27:00                          |
| 1984年10月28日 | オーランド・ピツォラート (ITA)             | 2:14:53                          | グレテ・ワイツ (NOR) -6-             | 2:29:30                          |
| 1985年10月27日 | オーランド・ピツォラート (ITA) -2-         | 2:11:34                          | グレテ・ワイツ (NOR) -7-             | 2:28:34                          |
| 1986年11月2日  | ジャンニ・ポリ (ITA)                       | 2:11:06                          | グレテ・ワイツ (NOR) -8-             | 2:28:06                          |
| 1987年11月1日  | イブラヒム・フセイン (KEN)                 | 2:11:01                          | プリシラ・ヴェルヒ (GBR)             | 2:30:17                          |
| 1988年11月6日  | スティーブ・ジョーンズ (GBR)               | 2:08:20                          | グレテ・ワイツ (NOR) -9-             | 2:28:07                          |
| 1989年11月5日  | ジュマ・イカンガー (TZA)                   | 2:08:01                          | イングリッド・クリスチャンセン (NOR) | 2:25:30                          |
| 1990年11月4日  | ダグラス・ワキウリ (KEN)                   | 2:12:39                          | ワンダ・パンフィル (POL)             | 2:30:45                          |
| 1991年11月3日  | サルバドール・ガルシア (MEX)               | 2:09:28                          | リズ・マッコルガン (GBR)             | 2:27:32                          |
| 1992年11月1日  | ウィリー・ムトロ (ZAF)                     | 2:09:29                          | リサ・オンディエキ (AUS)             | 2:24:40                          |
| 1993年11月14日 | アンドレス・エスピノーザ (MEX)             | 2:10:04                          | ウタ・ピッピヒ (GER)                 | 2:26:24                          |
| 1994年11月6日  | ハーマン・シルバ (MEX)                     | 2:11:21                          | テグラ・ロルーペ (KEN)               | 2:27:37                          |
| 1995年11月12日 | ハーマン・シルバ (MEX) -2-                 | 2:11:00                          | テグラ・ロルーペ (KEN) -2-           | 2:28:06                          |
| 1996年11月3日  | ジャコモ・レオーネ (ITA)                   | 2:09:54                          | アナタ・カツナ (ROU)                 | 2:28:43                          |
| 1997年11月2日  | ジョン・カグウェ (KEN)                     | 2:08:12                          | フランシスカ・モザー (CHE)           | 2:28:43                          |
| 1998年11月1日  | ジョン・カグウェ (KEN) -2-                 | 2:08:45                          | フランカ・フィアッコーニ (ITA)       | 2:25:17                          |
| 1999年11月7日  | ジョセフ・チェベト (KEN)                   | 2:09:14                          | アドリアナ・フェルナンデス (MEX)     | 2:25:06                          |
| 2000年11月5日  | アブデルカダ・エルムアジス (MAR)           | 2:10:09                          | ルドミラ・ペトロワ (RUS)             | 2:25:45                          |
| 2001年11月4日  | テスファエ・ジファール (ETH)               | 2:07:43                          | マーガレット・オカヨ (KEN)           | 2:24:21                          |
| 2002年11月3日  | ロジャース・ロップ (KEN)                   | 2:08:07                          | ジョイス・チェプチュンバ (ETH)       | 2:25:56                          |
| 2003年11月2日  | マーティン・レル (KEN)                     | 2:10:30                          | マーガレット・オカヨ (KEN) -2-       | 2:22:31                          |
| 2004年11月7日  | ヘンドリック・ラマーラ (ZAF)               | 2:09:28                          | ポーラ・ラドクリフ (GBR)             | 2:23:10                          |
| 2005年11月6日  | ポール・テルガト (KEN)                     | 2:08:27                          | エレナ・プロコプツカ (LVA)           | 2:24:41                          |
| 2006年11月5日  | マリウソン・ゴメス・ドスサントス (BRA)     | 2:09:58                          | エレナ・プロコプツカ (LVA) -2-       | 2:25:04                          |
| 2007年11月4日  | マーティン・レル (KEN) -2-                 | 2:09:04                          | ポーラ・ラドクリフ (GBR) -2-         | 2:23:09                          |
| 2008年11月2日  | マリウソン・ゴメス・ドスサントス (BRA) -2- | 2:08:43                          | ポーラ・ラドクリフ (GBR) -3-         | 2:23:56                          |
| 2009年11月1日  | メブ・ケフレジギ (USA)                     | 2:09:15                          | デラルツ・ツル (ETH)                 | 2:28:52                          |
| 2010年11月7日  | ゲブレ・ゲブレマリアム (ETH)               | 2:08:14                          | エドナ・キプラガト (KEN)             | 2:28:20                          |
| 2011年11月6日  | ジョフリー・ムタイ (KEN)                   | 2:05:06                          | フィレヒウォット・ダド (ETH)         | 2:23:15                          |
| 2012年11月4日  | ハリケーン・サンディの影響で中止           | ハリケーン・サンディの影響で中止 | ハリケーン・サンディの影響で中止     | ハリケーン・サンディの影響で中止 |
| 2013年11月3日  | ジョフリー・ムタイ (KEN) -2-               | 2:08:24                          | プリスカ・ジェプトゥー (KEN)         | 2:25:07                          |
| 2014年11月2日  | ウィルソン・キプサング・キプロティチ (KEN) | 2:10:59                          | メアリー・ケイタニー (KEN)           | 2:25:07                          |
| 2015年11月1日  | スタンレー・ビウォット (KEN)               | 2:10:34                          | メアリー・ケイタニー (KEN) -2-       | 2:24:25                          |
| 2016年11月6日  | ギルメイ・ゲブレスラシエ (ERI)             | 2:07:51                          | メアリー・ケイタニー (KEN) -3-       | 2:24:26                          |
| 2017年11月5日  | ジェフリー・カムワラー (KEN)               | 2:10:53                          | シャレーン・フラナガン (USA)         | 2:26:53                          |
| 2018年11月4日  | レリサ・デシサ (ETH)                       | 2:05:59                          | メアリー・ケイタニー (KEN) -4-       | 2:22:48                          |
| 2019年11月3日  | ジェフリー・カムワラー (KEN)               | 2:08:13                          | ジョイシリネ・ジェプコスゲイ (KEN)   | 2:22:38                          |
| 2021年11月7日  | アルバート・コリル (KEN)                   | 2:08:22                          | ペレス・ジェプチルチル (KEN)         | 2:22:39                          |

1. ↑  1981年の大会は、後日になって距離不足が判明する。
2. ↑  “ＮＹ シティマラソン急きょ中止に”. NHKニュース. (2012年11月3日) 2012年11月3日閲覧。

## 世界記録
1978年から1980年の大会では、中距離ランナーから転身したグレテ・ワイツが世界最高記録による3連覇という快挙を達成する。その3年間での記録の伸びは6分48秒にもおよび、1979年には女子初の2時間30分突破を成し遂げるなど女子マラソンの歴史に一つのエポックを築いた。
その翌年の1981年の大会では男子はアルベルト・サラザール、女子はアリソン・ローによって男女アベックの世界記録更新と伝えられた。しかし、3年後の1984年になってこの年の大会は148m距離が不足していたことが判明し、記録は取消となってしまった。その時点では男女の記録はともに更新されていたが、それによって損をしたのがロバート・ド・キャステラで、サラザールの記録の直後に福岡国際マラソンで樹立した2:08:18は本来なら世界最高記録であったにもかかわらず、距離不足の判明時点ではイギリスのスティーブ・ジョーンズに更新されており、一度も世界記録保持者と呼ばれることはなかった。

## 車いすの部
2000年から公式に車いすの部が加えられている。日本の土田和歌子が2009年には3位、2013年には2位に入っている。（→車いすマラソン）

### 近年の優勝者
- 2011 副島正純　1:31:41